# محمد رضا مهدوي
محمد رضا مهدوي (مواليد 17 ديسمبر 1972) هو لاعب كرة قدم إيراني دولي سابق كان يلعب كمدافع. مثّل منتخب إيران لكرة القدم في كأس آسيا 2000.

## روابط خارجية
- محمد رضا مهدوي على موقع ناشيونال فوتبول تيمز (الإنجليزية)